# 井内総一郎
井内 総一郎（いうち そういちろう)(本名は非公開)( 9月25日 - ）は、東京都町田市出身。身長165cm、体重70kg。
KAIENTAI DOJOの興行演出を行っていたが現在は興行面を全て見ている。本業はロックコンサートなどの監督らしいがK-DOJOのゼネラルマネージャーも兼任する超多忙な男であるため大型の興行などでしか姿を見ることが出来ない。近年はプロレス、格闘家から離れて、音楽コンサート、イベントの監督、演出を主に行ってるらしい。有名なコンサートとしては『宇多田ヒカル』のデビューコンサートをラスベガスから帰国して、手掛け、リハーサルも関係者公開して台湾地震の、義援金募集を宇多田ヒカル名義で行った事は、関係者の間では有名ですが。本人は、『売れたアーティストには興味なくなってゆく』『これから頑張ってゆくと言う気持ちの前に出ているアーティストの演出をギャラ安くても良いからやり続けたい』と言うことから、大きなコンサートは演出を見に行きアドバイスする程度で、自身はホームツアークラスのアーティストを手がけているらしい。

## 入場テーマ曲
- 「GM」（A1-joko）※キングレコード「KAIENTAI DOJO vol.6」に収録

## 特記
- 柔道二段でありアマチュア修斗やウエイトリフティングの経験もある肉体派である。
- 2004年のK-AWARDでの私物抽選プレゼントにてWWEの椅子や全日本プロレスのチケットペア2日分などを出品。
- 2004年からWWEの日本公演の舞台監督を務めて日本初のRAW&SMACK DOWNのTV SHOWを手掛ける。
- ハッスルも第1回大会と第2回大会は演出を担当していた。
- プロレス以外にもコンテンダーズ、デモリッション、ZSTなどの総合格闘技の総合演出もしている。
- 本来はSONY MUSICでコンサートの舞台監督をして、数多くのアーティストの舞台監督や演出をしている。
- 1994年にバーリ・トゥード・ジャパン・オープン実行委員会を共同で設立しヒクソングレーシーを招聘して大会を東京BAY NK HALLで開催した。
- 2006年に1度引退を表明して格闘技、プロレス、コンサートの現場から姿を消したが2009年より活動を再開
- 現在は一線から離れて裏方の裏方に徹しているらしくコンサートの現場に顔を見せることも少ない多忙な人間である。
- 情報によればドームクラスのステージの初日に現れる事もあるらしく2014年には本格的に新しいプロジェクトを始動させるという噂もある。

## テレビ出演
- THIS IS KAIENTAI DOJO（GAORA）